# Carmarthen Bay
Carmarthen Bay är en vik i Storbritannien.   Den ligger i riksdelen Wales, i den södra delen av landet, 300 km väster om huvudstaden London.